# Vuosaari (film)
Pour l’article homonyme, voir Vuosaari.
Pour plus de détails, voir Fiche technique et Distribution.
Vuosaari est un film finlandais écrit par Aku Louhimies, Mikko Kouki et Niino Repo et réalisé par Aku Louhimies, sorti en 2012.
Le film a remporté un prix, il a de plus été nommé pour neuf prix dont huit Jussis.

## Synopsis
Le film raconte comment certaines personnes veulent être acceptées et aimées, à n'importe quel prix.

## Fiche technique
- Titre original : Vuosaari
- Titre en suédois : Nordsjö
- Titre international : Naked Harbour
- Réalisation : Aku Louhimies
- Scénario : Aku Louhimies, Mikko Kouki et Niino Repo
- Montage : Benjamin Mercer
- Sociétés de production : First Floor Productions, Edith Film Oy, Mogador Film et CTB Film Company
- Pays d'origine :  Finlande
- Langue : finnois, russe, suédois et anglais
- Genre : Film dramatique
- Durée : 123 minutes
- Dates de sortie[3] :
  -  Finlande : 3 février 2012
  -  Pologne : 12 avril 2013
  -  Taïwan : 4 octobre 2013

## Distribution
- Alma Pöysti : Marika[4]
- Aino Louhimies : Aurora
- Sean Pertwee : Robert
- Deogracias Masomi : Make
- Laura Birn : Iiris
- Konsta Mäkelä : Ukki
- Amanda Pilke : Mila
- Taneli Mäkelä : Milan isä
- Jasper Pääkkönen : Anders
- Eemeli Louhimies : Waltteri
- Jekaterina Novosjolova : Waltterin äisi
- Pertti Sveholm : Antero
- Topi Tarvainen : Aleksi
- Meri Nenonen : Aleksin äisi
- Lenna Kuurmaa : Viivi

## Distinctions

### Récompenses
- Festival international du film de Tróia :
  - C.I.C.A.E. Award (Aku Louhimies)

### Nominations
- Jussis : 
  - meilleurs costumes (Tiina Kaukanen) ;
  - meilleur maquillage (Marjut Samulin) ;
  - meilleur film (Pauli Pentti et Liisa Penttilä) ;
  - meilleur réalisateur (Aku Louhimies) ;
  - meilleurs actrice dans un second rôle (Laura Birn) ;
  - meilleure photographie (Tuomo Hutri) ;
  - meilleurs décors (Sattva-Hanna Toiviainen) ;
  - meilleur montage (Benjamin Mercer).

- Festival international du film de Moscou : 
  -  Saint-Georges d'or (Aku Louhimies)[1].